# 9548 Fortran
9548 Fortran eller 1985 CN är en asteroid i huvudbältet som upptäcktes den 13 februari 1985 av Spacewatch vid Kitt Peak-observatoriet. Den är uppkallad efter programmeringsspråket Fortran.
Asteroiden har en diameter på ungefär 5 kilometer.